# 1600 Vyssotsky
1600 Vyssotsky è un asteroide della fascia principale. Scoperto nel 1947, presenta un'orbita caratterizzata da un semiasse maggiore pari a 1,8491184 UA e da un'eccentricità di 0,0373688, inclinata di 21,17235° rispetto all'eclittica.
L'asteroide è dedicato all'astronomo russo Aleksandr Nikolaevič Vysockij (1888-1973).